# 大堡礁雀鯛
大堡礁雀鯛（學名：Pomacentrus magniseptus），是輻鰭魚綱鱸形目雀鯛科雀鯛屬的其中一種，分布於西太平洋澳洲海域，深度2至12公尺，本魚體呈橢圓形且側扁，吻部圓鈍，體被櫛鱗，體色灰色，鱗框具黑邊形成網狀紋，每個鱗片上有一個垂直橢圓形珍珠白色到淺灰色的斑點，沿著側面形成一排排的淺色斑點，胸鰭有一黑斑，背鰭硬棘13枚、背鰭軟條13-15枚、臀鰭硬棘2枚、臀鰭軟條13-15枚，體長可達7.9公分，棲息在外海礁坡，以浮游生物為食，繁殖期時成對出現，雄魚會守護卵直到孵化，生活習性不明。